# 유승준 (정치인)
유승준(兪昇濬, 1910년 1월 3일 ~ 1983년 7월 8일)은 대한민국의 정치인이다. 제2·4대 국회의원을 지냈다.

## 생애
충청남도 홍성에서 태어났다. 중앙고등보통학교를 졸업하고 보성전문학교를 졸업하였다. 문교부 문화국 교도과장, 무소속 국회의원, 민주당 당무위원, 민주당 중앙상임위원 겸 정책위원, 민주당 국회의원 등을 역임하였다.
1983년 7월 3일 갑자기 풍증을 앓다가 5일 후 1983년 7월 8일을 기하여 향년 74세로 사망하였다.

## 역대 선거 결과
|  | 100.00% |

|  | 21.09% |

|  | 46.14% |

|  | 17.16% |

|  | 3.29% |

## 같이 보기
- 유승준

## 참고 자료
- 유승준 - 대한민국헌정회
- 한국근현대인물자료 (국사편찬위원회)